# Ikolen
Os Ikolen são um povo ameríndio que habita o estado brasileiro de Rondônia. Formam uma sociedade de 531 indivíduos.